# Thabatta Pimenta
Thabatta Pimenta de Medeiros Silva (Carnaúba dos Dantas, 15 de janeiro de 1992) é uma política, ativista e radialista brasileira, filiada ao Partido Socialismo e Liberdade (PSOL). É vereadora por Natal.

## Carreira

### Radialismo
Começou sua carreira na comunicação em 2008, quando participou de um concurso de beleza. Então, recebeu o convite para trabalhar na rádio, e usa esse espaço para o entretenimento e também para divulgar questões voltadas para pessoas com deficiência e pessoas LGBT.

### Vida política e ativismo

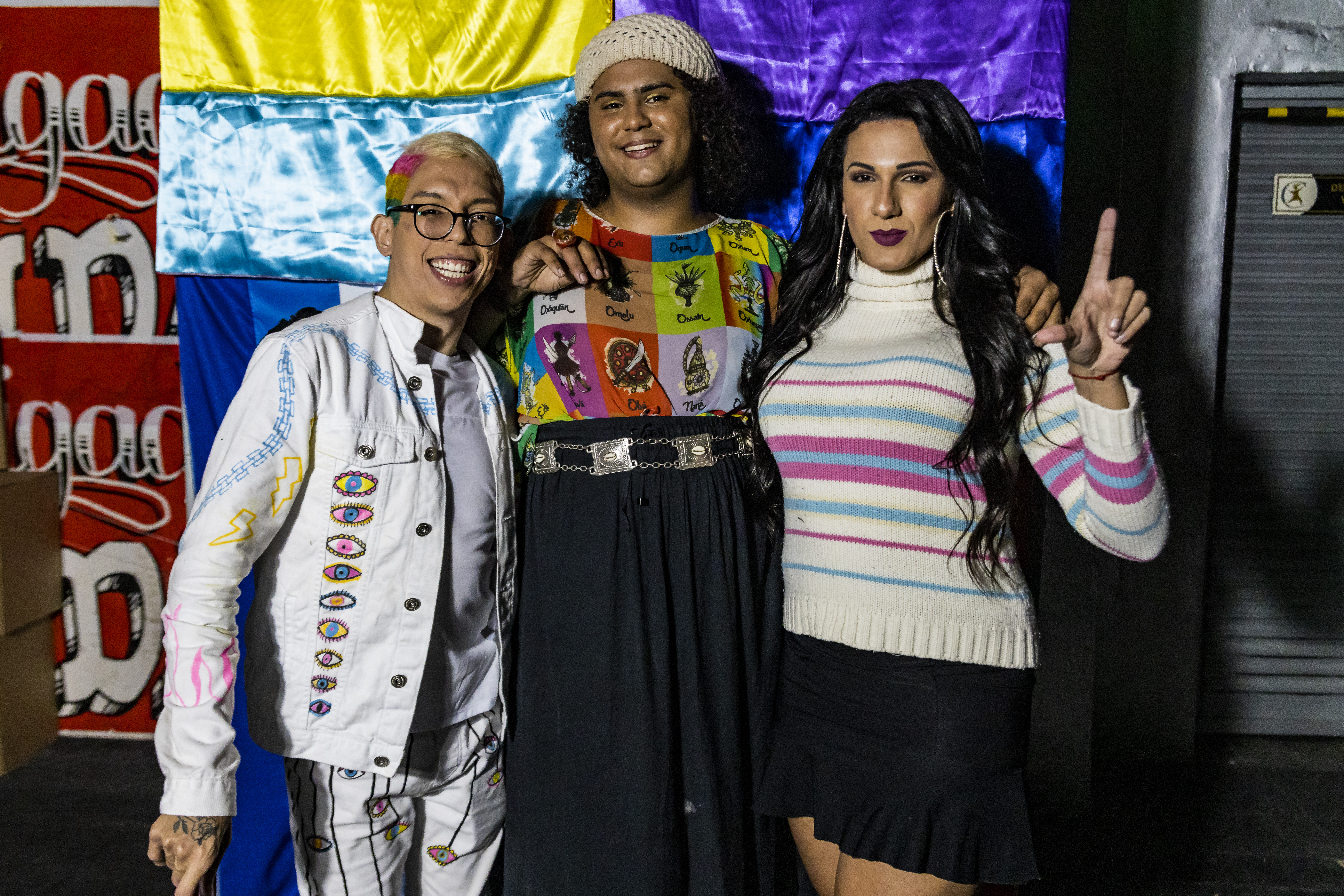
Tabatta fazendo o L ao lado de Ivan Baron e Ágata Pauer, em frente às bandeiras bissexual e pansexual

Iniciou carreira na política institucional a partir das eleições municipais no Brasil em 2016, quando se candidatou a vereadora pelo PSDB. Foi a 7ª candidatura com mais votos, mas não foi eleita, pois o partido não atingiu o quociente eleitoral.
Em 2020 foi novamente candidata a vereadora, quando se elegeu pelo PROS, sendo a 8ª candidatura mais votada. Foi eleita a primeira vereadora transgênero do município de Carnaúba dos Dantas no pleito municipal de 2020, conquistando também a posição de primeira vereadora trans do estado do Rio Grande do Norte.
Nas eleições de 2022 lançou-se candidata a deputada federal pelo PSB, e afirma ser “uma voz travesti, uma voz LGBTQIA+. Uma voz jovem do Rio Grande do Norte”.
Nas eleições de 2022 lançou-se candidata a deputada federal do Rio Grande do Norte pelo PSB, quando conquistou 40 533 votos, ocupando a posição de 14ª candidatura mais votada para o cargo no Estado.
Como vereadora de Carnaúba dos Dantas pautou questões relacionadas a pessoas trans gestantes e lactantes, bem como presidiu a Comissão de Educação, Cultura, Saúde e Assistência na Câmara Municipal. Nesse contexto, enquanto ativista pelos direitos das pessoas com deficiência, aprovou projetos direcionados às pessoas com mobilidade reduzida e contra a linguagem capacitista.
Uma das inspirações para a atuação de Thabatta contra o capacitismo vem de seu irmão, que tem paralisia cerebral e é cadeirante. Na vida política, também atua em prol da defesa dos direitos humanos.
Foi uma das lideranças brasileiras convidadas a participar do 6º Encontro de Liderança Política LGBTI das Américas e do Caribe, ocorrido na Cidade do México em 2023.
Em 2024, foi eleita como a primeira vereadora trans de Natal e mulher mais votada na Câmara.

## Violência política e transfobia

### Ataques e condenação de bolsonarista porfake news
Enquanto vereadora de Carnaúba dos Dantas, Thabatta Pimenta enfrentou ataques políticos e transfóbicos de grupos conservadores. Um dos marcos do início desses ataques ocorreu quando, em 2020, a parlamentar apresentou um projeto contra a LGBTfobia. Um dos principais críticos, Abraão Cândido de Medeiros, publicou fake news, acusando-a de promover uma "parada gay" na cidade, buscando incitar ódio contra ela, especialmente entre os evangélicos.
A situação se intensificou em 2021, quando Thabatta organizou uma ação no Dia do Orgulho LGBT, entregando 40 cestas básicas para a comunidade LGBT em situação de vulnerabilidade social, com apoio do Governo do Rio Grande do Norte. Abraão espalhou informações falsas, dizendo que houve desvio das cestas, o que levou à denúncia no Ministério Público. Após provar sua inocência, Thabatta entrou com uma ação judicial por danos morais.
Em abril de 2022, o Tribunal de Justiça do Rio Grande do Norte condenou Abraão a pagar R$ 3 mil de indenização por danos morais. A decisão destacou que as informações falsas tinham o objetivo de prejudicar a imagem de Thabatta. A vereadora considerou a decisão uma conquista contra a LGBTfobia.

### Ataques virtuais nas eleições de 2022
Durante as eleições de 2022, Thabatta Pimenta, então candidata a deputada federal pelo PSB no Rio Grande do Norte, foi alvo de ataques transfóbicos, principalmente nas redes sociais. Um levantamento do projeto Transfobia em Dados identificou 665 ataques transfóbicos contra candidatas trans, cometidos por 591 usuários (o que demonstra uma diversidade relativa nos ataques). Esses ataques ocorreram principalmente após o primeiro turno das eleições e também na esteira do caso de discriminação sobre o uso de banheiro sofrido pela política.
O mesmo levantamento feito na  Universidade Estadual Paulista (UNESP), os perfis que aconteciam os ataques eram, sobretudo, com biografias descritas em “Família”, “Deus”, “Conservador”, algo que se mantém em ataques contra a identidade de gênero.
Os ataques envolveram questionamentos sobre identidade de gênero, refletindo a crescente violência contra pessoas trans no Brasil, em especial no contexto eleitoral. De acordo com levantamento do MonitorA, a rede social Twitter foi a mais utilizada para propagar os ataques.

### Transfobia durante as eleições de 2024
Em um Cortejo Cultural no bairro da Cidade Alta, durante as eleições municipais de Natal em 2024, Pimenta foi atacada com insultos transfóbicos e sofreu uma tentativa de atropelamento enquanto distribuía panfletos. O agressor, cuja identidade não foi revelada, atacou verbalmente a candidata e, em seguida, tentou atropelá-la. Thabatta compartilhou vídeos do ocorrido nas redes sociais, onde expôs a ameaça à própria segurança.
O caso gerou discussões sobre a violência contra candidatos e políticos no Rio Grande do Norte, evidenciando o aumento da violência contra pessoas trans e também contra políticos e ativistas LGBTQIA+ no Rio Grande do Norte. Em 2024, o estado registrou um crescimento significativo nos ataques a esses grupos, evidenciando um contexto de intolerância crescente.

## Caso de discriminação em shopping (2022)
Em setembro de 2022, durante a campanha eleitoral, Thabatta Pimenta foi impedida de utilizar o banheiro feminino no Shopping Via Direta, localizado na Zona Sul de Natal, Rio Grande do Norte. Na ocasião, a vereadora e sua equipe foram abordadas por seguranças e pelo gerente do estabelecimento, que questionaram se o gênero registrado em sua documentação correspondia ao feminino. O episódio foi registrado por testemunhas e gerou ampla repercussão.
Após o ocorrido, Thabatta entrou com uma ação judicial contra o shopping, alegando discriminação e violação de direitos. Em abril de 2024, o Tribunal de Justiça do Rio Grande do Norte (TJRN) condenou o estabelecimento ao pagamento de uma indenização de R$ 5 mil por danos morais. A decisão judicial destacou a gravidade do ato transfóbico e o impacto psicológico causado à parlamentar.
Thabatta, única vereadora trans do Nordeste à época, relatou que o episódio no shopping resgatou traumas de sua infância e adolescência. Como consequência, passou a engajar em debates mais amplos sobre os direitos das pessoas trans no Brasil, enfatizando a importância do reconhecimento dos direitos básicos e a defesa da dignidade e inclusão de todas as pessoas.

## Desempenho eleitoral
| Ano  | Eleição                          | Partido | Cargo            | Votos  | %     | Resultado  | Ref.   |
| ---- | -------------------------------- | ------- | ---------------- | ------ | ----- | ---------- | ------ |
| 2016 | Municipal de Carnaúba dos Dantas | PSDB    | Vereadora        | 320    | 6,08% | Não eleita | [ 35 ] |
| 2020 | Municipal de Carnaúba dos Dantas | PROS    | Vereadora        | 267    | 5,38% | Eleita     | [ 36 ] |
| 2022 | Estaduais no Rio Grande do Norte | PSB     | Deputada federal | 40.533 | 2,17% | Não eleita | [ 37 ] |
| 2024 | Municipal de Natal               | PSOL    | Vereadora        | 7.085  | 1,78% | Eleita     | [ 38 ] |